# Barry Johnson
Barry John Allen Johnson (30 de octubre de 1947-2024 ó 2025) fue un deportista australiano que compitió en judo. Ganó seis medallas en el Campeonato de Oceanía de Judo entre los años 1973 y 1979.

## Palmarés internacional
| Campeonato de Oceanía | Campeonato de Oceanía        | Campeonato de Oceanía | Campeonato de Oceanía |
| Año                   | Lugar                        | Medalla               | Categoría             |
| --------------------- | ---------------------------- | --------------------- | --------------------- |
| 1973                  | Sídney (Australia)           | Medalla de oro        | –93 kg                |
| 1973                  | Sídney (Australia)           | Medalla de oro        | Abierta               |
| 1975                  | Christchurch (Nueva Zelanda) | Medalla de plata      | –93 kg                |
| 1975                  | Christchurch (Nueva Zelanda) | Medalla de bronce     | Abierta               |
| 1977                  | Melbourne (Australia)        | Medalla de oro        | –95 kg                |
| 1979                  | Rotorua (Nueva Zelanda)      | Medalla de oro        | –95 kg                |